# Убиство породице Ђорем у Сарајеву
Убиство породице Ђорем у Сарајеву представља ратни злочин против цивилног становништва који су починили муслимански-бошњачки војници, припадници армије Републике Босне и Херцеговине у сарајевском насељу Алипашино поље 7. јула 1995. током рата у Босни и Херцеговини. Униформисана лица су злочин починила у стану породице Ђорем тако што су их убили из аутоматског оружја али и тупим предметом.

## Позадина
Рат у Сарајеву започео је 1. марта 1992. када су бошњачки криминалци убили старог свата Николу Гардовића на Башчаршији. Тада започиње прогон српског становништва, а у граду је формирано 124 логора и затвора за Србе где су над српским заробљеницима вршени сви облици тортуре: нечовечна поступања, силовања, злостављања и ликвидације. Злочини над Србима су вршени свакодневно до 1996. године, а према Извештају међународне независне комисије за истраживање страдања Срба у Сарајеву (1992-1995) током рата је убијено 3000 цивила српске националности.

## Злочин
Чланови породице Ђорем били су по националности Срби, а по вероисповести Адвентисти. Божо и Хена венчали су се 1989. године и од тада су живели у стану у сарајевском насељу Алипашино Поље. Хена је била фризерка а породица Ђорем није узимала никаквог учешћа у било каквим сукобима. Нису напуштали свој стан ни током рата када је Алипашино Поље дошло под контролу бошњачке армије. Трпели су бројне притиске, претње и узнемиравања због чега су 1995. након неколико неуспешних договора успели да издејствују излазак из Сарајева и прелазак на слободну територију, на Лукавицу коју су контролисале српске снаге.
На дан када су требали да напусте Сарајево и пређу у Лукавицу, 7. јула 1995. у њихов стан су упали униформисана лица, припадници бошњачке војске или полиције, припадници армије Републике Босне и Херцеговине који су их убили.  Сарајевски патолог утврдио је како су Божо и Хена убијени из аутоматског оружја, док је петогодишњој Магдалени лобања била разбијена тупим предметом.

## Бошњачке медијске лажи и пропаганда
У намери да заташкају злочин и заштите починиоце, бошњачки и сарајевски медији објавили су непосредно након почињеног злочина како је породица Ђорем наводно погинула од гранате. Патолошки налази брзо су демантовали ове лажи, међутим, бошњачка страна до данас није одустала од свих намера.  Подигли су и споменик у Гетеовој улици у Сарајеву где су уклесали имена породице Ђорем а изнад њихових имена стављен је златни љиљан, ратни симбол армије Републике Босне и Херцеговине. У публикацији под називом "Масовни злочини муслиманских снага 1992-1995" коју је објавио Институт за истраживање српских страдања у XX веку, наводи се како су овај злочин починили униформисани припадници војних и полицијских формација бошњачког дела града Сарајева а наводи се и то како у стану породице Ђорем чак ни прозори нису били поломљени што је немогуће када се ради о гранатирању.
Рођака породице Ђорем, Ранка Мичић, изјавила је за РТРС како су федерални медији одмах истог дана 1995. објавили како је породица Ђорем погинула од гранате, али да је патолог убрзо демантовао ове неистине утврдивши како су недужни људи заправо убијени из аутоматског оружја у свом стану.  Шокирани и увређени, рођаци убијене породице Ђорем у више наврата су захтевали и апеловали од бошњачких власти да престану да фалсификују смрт њихових најближих и да престану са злоупотребом невино страдале породице у пропагандне сврхе.  Међутим, бошњачка удружења и организације, као и сарајевска општинска власт оглушили су се на апеле и молбе родбине убијених и дан данас сами за себе обележавају страдање породице Ђорем сервирајући неистине како су чланови ове српске породице страдали од гранате.

## Споменик и сећање
Посмртни остаци породице Ђорем ексхумирани су 1999. године са гробља "Лав" и премештени на гробље у Лукавици где им је родбина подигла споменик. У знак сећања на петогодишњу Магдалену Ђорем и 140 друге, невине убијене српске деце 2018. године у дворишту Основне Школе "Свети Сава" у Источном Сарајеву је подигнут Споменик убијеној дјеци Српског Сарајева. Даном сећања на убијену децу проглашен је  11. март а рођака Ранка Мичић сваке године присуствује комеморацији.